# Nossa Senhora da Evangelização
Nossa Senhora da Evangelização é uma título mariano peruano. Padroeira da Arquidiocese de Lima, capital do Peru, sua festividade celebra-se em 14 de maio.
Dizem a que a Nossa Senhora da Evangelização é Santa Rosa de Lima, a Nossa Senhora da Evangelização, é popularmente aclamada como "Padroeira de facto do Peru" por ser a principal advocação mariana do país.

## Características
A imagem de Nossa Senhora da Evangelização é uma escultura da Virgen María com o Menino Jesús nos braços, talha de madeira policromada de 1.70 metros de altura, foi feita por Roque Balduque, mestre flamenco que dirigia uma oficina em Sevilla no segundo terço do século XVI, a quem se lhe denominava "O idealizador da Mãe de Deus". Tradicionalmente tem a considerado a imagem da Virgem Maria mais antiga do Peru e da América do Sul.

## História
A talha foi encarregada pela filha de Francisco Pizarro, Francisca, em 1551 a Roque Balduque, para colocar no túmulo onde devia ser enterrado o Conquistador. A Nossa Senhora da Evangelização elevaram suas preces a São Toríbio Alfonso de Mogrovejo, São Francisco Solano, São Martinho de Porres e Santa Rosa de Lima.
Durante a Guerra com Chile a imagem foi repintada em cor branca, fazendo-a passar por escultura de mármore, para evitar que os invasores lha levassem. Em 1985 a imagem recobra sua beleza original, sendo restaurada nas oficinas do INC e posta à formosa Capela da Conceição, onde até hoje se venera.
No ano de 1985, durante sua primeira visita ao Peru, sua santidade o Papa João Paulo II coroou-a solenemente, consagrando-lhe a Nação e no ano de 1988 por motivo do Congresso Eucarístico e Mariano dos países Bolivarianos, o Santo Pai honrou-a de forma extraordinária ao conceder-lhe a Rosa de Ouro ou Rosa Púrpura, dizendo: "Se há uma cidade no mundo em onde a Virgem mereça receber uma rosa, essa cidade é Lima".
Em 6 de outubro de 1990, o Papa João Paulo II proclama-a padroeira da Arquidiocese de Lima.

## Veneração
Na atualidade celebra-se sua festa a cada 14 de maio com uma grande eucaristia e procissão pelas ruas de Lima.